# Sournia
Sournia är en kommun i departementet Pyrénées-Orientales i regionen Occitanien i södra Frankrike. Kommunen ligger i kantonen Sournia som tillhör arrondissementet Prades. År 2022 hade Sournia 480 invånare.

## Befolkningsutveckling
Antalet invånare i kommunen Sournia
| Referens: INSEE |